# Rodolfo González Aránguiz
Rodolfo Antonio González Aránguiz (n. La Pintana, Santiago de Chile, Chile, 28 de febrero de 1989) es un futbolista chileno. Juega como Defensa y actualmente milita en Cobreloa de la Primera B de Chile, Club el cual es capitán. 

## Carrera

### Cobreloa
Jugador Formado en las divisiones inferiores de Cobreloa, comenzando en la categoría Sub-14, en su estancia en las divisiones inferiores del club, estuvo bajo la tutela de Miguel Hermosilla y Roberto Spicto. El 2008 es promovido al primer equipo. debuta como futbolista profesional ante el cuadro de Huachipato válido por el torneo de apertura de dicho año y jugando como titular
El 5 de abril del 2009, convierte su primer gol como profesional, ante el cuadro de Universidad de Concepción. El resultado del partido fue de 2 a 0 a favor de Cobreloa

## Selección nacional
Integró el elenco nacional de Chile sub-18, que se coronó campeón en el Torneo João Havelange, realizado en México

## Clubes
| Club                 | País  | Año       | PJ  | Goles |
| -------------------- | ----- | --------- | --- | ----- |
| Cobreloa             | Chile | 2008-2013 | 118 | 2     |
| Rangers              | Chile | 2013-2014 | 31  | 3     |
| Cobreloa             | Chile | 2014-2015 | 29  | 5     |
| Deportes Antofagasta | Chile | 2015-2016 | 12  | 0     |
| Cobresal             | Chile | 2017-2021 | 124 | 5     |
| Cobreloa             | Chile | 2022-Act. | 93  | 1     |

## Palmarés
| Título    | Equipo   | País  | Año  |
| --------- | -------- | ----- | ---- |
| Primera B | Cobreloa | Chile | 2023 |